# Abell 732
Abell 732 (o Hydra II) è un ammasso di galassie situato prospetticamente nella costellazione del Idra alla distanza di 2,383 miliardi di anni luce dalla Terra (light travel time). È inserito nell'omonimo catalogo compilato da George Abell nel 1958.
È del tipo II-III secondo la classificazione di Bautz-Morgan.